# Alkohole cukrowe
Alkohole cukrowe (alditole, cukrole) – alkohole wielowodorotlenowe (poliole), będące pochodnymi monosacharydów – aldoz lub ketoz, których grupa karbonylowa (>C=O) jest zredukowana do hydroksylowej (>CH−OH). Zawierają po jednej grupie hydroksylowej przy każdym atomie węgla. Ogólny ich wzór to C
nH
n+2(OH)
n lub C
nH
2n+2O
n.